# Le Mariage à trois
Pour plus de détails, voir Fiche technique et Distribution.
Le Mariage à trois est un film français réalisé par Jacques Doillon, sorti le 21 avril 2010.

## Synopsis
Auguste est un auteur de théâtre qui éprouve de sérieuses difficultés à finir d'écrire sa dernière pièce. Il est torturé par le divorce de sa femme Harriet, une actrice, qui doit interpréter le rôle principal. Il l'invite donc dans leur ancienne maison à la campagne, avec Théo son partenaire, pour faire des répétitions et tenter de trouver l'énergie nécessaire au bouclage du texte. Immédiatement, il ressent dans sa chair qu'Harriet a une liaison avec Théo et tente de la reconquérir, chose à laquelle Harriet répond par la proposition de la libre union, à 3 ou à 4, en tentant d'impliquer Fanny, la très jeune secrétaire d'Auguste. Les jeux de séduction/répulsion s'installent entre les membres du quatuor dans toute la complexité des rapports de force entre domination et soumission, où chacun avec ses blessures et ses désirs tente de tempérer ses pulsions, ses manques, et sa douleur.

## Fiche technique
- Titre : Le Mariage à trois
- Réalisation : Jacques Doillon
- Scénario : Jacques Doillon
- Producteur : Paulo Branco
- Photographie : Caroline Champetier
- Montage : Frédéric Fichefet
- Musique : Philippe Sarde
- Pays de production :  France
- Langue : français
- Format : couleur
- Genre : comédie dramatique
- Date de sortie : France 21 avril 2010

## Distribution
- Pascal Greggory : Auguste
- Julie Depardieu : Harriet
- Louis Garrel : Théo
- Agathe Bonitzer : Fanny
- Louis-Do de Lencquesaing : Stéphane

## Bande originale
- Suite pour violoncelle seul (BWV 1010) (no 4) de Bach ;
- Quatuor à cordes nº 13 de Beethoven (5e mouvement Cavatina) de Ludwig van Beethoven, par le Quatuor Végh en 1973.